# 一言難盡
一言難盡，是臺灣男歌手兼唱作人張宇的第四張專輯，在1995年正式發行。
1995年－【一言難盡】由喜得製作，EMI發行，其中同名歌曲成为华人传唱度极高歌曲。
張宇成立喜得音樂以及加盟EMI之後首張專輯。
此專輯亦為楊明煌去世前最後一張擔任全碟監製的專輯。
- 01.一言難盡

- 02.誰愛誰

- 03.愛都愛了

- 04.愛要讓全世界知道

- 05.唱乎自己聽

- 06.責任

- 07.面具

- 08.說故事

- 09.自由

- 10.隱私

## 所獲獎項
- 1995 十大勁歌金曲最受歡迎國語歌銅獎-『一言難盡』
- 十大勁歌金曲《最受歡迎創作歌手》銀獎
- 台灣金曲龍虎榜全年排行總冠軍-『一言難盡』
- CHANNEL V 中文TOP20榜中榜-『一言難盡』